# دالي كوبلي
دالي كوبلي (بالإنجليزية: Dale Copley)‏ هو لاعب دوري الرغبي أسترالي، ولد في 29 يوليو 1991 في إنغهام في أستراليا.